# Замок Брумов
Замок Брумов (чеш. Hrad Brumov) — бывший королевский замок расположен на горе, над городом Брумов-Бильнице на юго-востоке Чехии в исторической области Моравия, в Злинском крае, в районе Злин, в 30 км юго-восточнее столицы края г. Злина. 
Построен в 1210-1220 годах одним из вассалов чешского короля Пржемысла Оттокара I. Замок служил  охранной крепостью, контролирующей проходящий через Вларский перевал торговый путь, соединяющий Королевство Венгрия с Моравией.
Это была одна из самых значимых и больших чешских крепостей. Её мощные стены могли выдержать любую осаду, а с башен просматривались все окрестности. 
Замок Брумов несколько раз перестраивался, а также переходил из рук в руки. В начале XV века во времена гуситских войн его после длительной осады завоевала армия императора Сигизмунда.
Во время 15-летнего владения замком бургграфом Зигмундом Панкрацем, его воины терроризировали всю округу, и совершали вооружённые набеги в Венгрию.
В ходе Тридцатилетняей войны замок был взят валахами. Здесь были сооружены каменные бастионы, продолжали совершенствоваться оборонительные сооружения. Во время нашествия турок и их татарских союзников, а затем венгерских повстанцев в 1663, 1683 годы и в начале XVIII века интенсивно проводились новые  фортификационные работы.
Позже, замок несколько раз пострадал от пожаров, которые были настоящим наказанием средневековых городов. Первый крупный пожар, уничтоживший почти все замковые хозяйственные постройки, произошел в 1760 году. Восстановлению подлежало далеко не всё. Замок так и не оправился от разрушений. Он горел еще два раза: в 1820 и 1827 годах. Эти пожары были фатальными. От замка остались одни руины.
Ныне Брумовский замок объявлен памятником культуры Чешской Республики.